# Дискография Энджи Стоун
Дискография американской R&B-певицы и актрисы Энджи Стоун включает в себя 5 студийных альбомов, 1 сборник, 21 сингл, 19 видеоклипов, 13 песен, вошедшие в саундтреки к различным фильмам, а также 25 песен, записанные с другими исполнителями.
Дебютный студийный альбом Black Diamond был издан в 1999 году, сразу же добился большого коммерческого успеха и принес известность певице, в США ему был присвоен золотой статус, а сингл «No More Rain (In This Cloud)» тоже добился успеха. Второй диск Mahogany Soul прибавил еще больше популярности певице и получил золотой статус в США, но и к тому же выдал первый суперхит Энджи Стоун — «Wish I Didn't Miss You», который стал номером 1 в чарте США — Hot Dance Club Play. Третий альбом Stone Love продавался лучше предыдущих релизов, выдав второй суперхит Стоун — «I Wanna Thank Ya», записанный при участии рэпера Snoop Dogg. В 2005 году был издан первый сборник лучших хитов и песен Энджи Стоун —  Stone Hits: The Very Best of Angie Stone, однако вскоре после выпуска сборника певица начала сдавать позиции на музыкальной сцене; четвертый студийный альбом The Art of Love & War продавался неплохо и выдал хит «Baby», но был менее успешен, чем Stone Love и Mahogany Soul. Пятый альбом вышел в 2009 году под названием Unexpected и совершенно отличался от прежних работ певицы, кроме того диск не выдал не одного суперхита, сингл «I Ain't Hearin' U» не смог стать хитом. В 2012 году Энджи Стоун выпустила свой шестой студийный альбом Rich Girl, сопровождавшийся выпуском сингла «Do What U Gotta Do».
Стоун не только пишет песни для себя, но и также для других исполнителей, таких как: Бони Джеймс, Джил Джонс, Рафаэл Садик, Джосс Стоун, кроме того она сотрудничала с Рэем Чарльзом, Моби, Blue, Guru, Groove Armada и Принс.

## Альбомы

### Студийные альбомы
| Год  | Детали                                                                                                  | Наивысшая позиция | Наивысшая позиция | Продажи и сертификации |
| Год  | Детали                                                                                                  | U.S.              | U.S. R&B          | Продажи и сертификации |
| ---- | --- | ----------------- | ----------------- | ---------------------- |
| 1999 | Black Diamond - 1-й студийный альбом - Выпущен: 27 сентября 1999 - Лейбл: Arista Records                | 46                | 9                 | - Статус: золотой      |
| 2001 | Mahogany Soul - 2-й студийный альбом - Выпущен: 16 октября 2001 - Лейбл: J Records                      | 22                | 4                 | - Статус: золотой      |
| 2004 | Stone Love - 3-й студийный альбом - Выпущен: 24 июня 2004 - Лейбл: J Records                            | 14                | 4                 |                        |
| 2007 | The Art of Love & War - 4-й студийный альбом - Выпущен: 15 октября 2007 - Лейбл: Stax Records           | 11                | 1                 |                        |
| 2009 | Unexpected - 5-й студийный альбом - Выпущен: 23 ноября 2009 - Лейблы: Concord Music Group, Stax Records | 133               | 17                |                        |
| 2012 | Rich Girl - 6-й студийный альбом - Выпущен: 25 сентября 2012 - Лейбл: Saguaro Road Rhythm               | 109               | 15                |                        |

### Сборники
| Год  | Альбом | Наивысшая позиция | Наивысшая позиция | Продажи и сертификации |
| Год  | Альбом | U.S.              | U.S. R&B          | Продажи и сертификации |
| ---- | --- | ----------------- | ----------------- | ---------------------- |
| 2005 | Stone Hits: The Very Best of Angie Stone - Сборник лучших хитов и песен за 1999 — 2004 годы - Выпущен: 21 июня 2005 | ——                | 50                |                        |

## Синглы
| Год  | Сингл                                        | Позиции в чартах | Позиции в чартах | Позиции в чартах | Позиции в чартах | Позиции в чартах | Альбом                                   |
| Год  | Сингл                                        | U.S.             | U.S. R&B         | U.S. dance       | UK               | AUS              | Альбом                                   |
| ---- | -------------------------------------------- | ---------------- | ---------------- | ---------------- | ---------------- | ---------------- | ---------------------------------------- |
| 1999 | «No More Rain (In This Cloud)»               | 56               | 9                | —                | —                | —                | Black Diamond                            |
| 2000 | «Life Story»                                 | —                | —                | —                | 22               | —                | Black Diamond                            |
| 2000 | «Everyday»                                   | —                | 52               | —                | —                | —                | Black Diamond                            |
| 2001 | «Brotha»                                     | 52               | 13               | —                | 37               | —                | Mahogany Soul                            |
| 2002 | «Wish I Didn’t Miss You»                     | 79               | 31               | 1                | 30               | 7                | Mahogany Soul                            |
| 2004 | «I Wanna Thank Ya» (совместно со Snoop Dogg) | —                | 61               | 1                | 31               | —                | Stone Love                               |
| 2005 | «I Wasn’t Kidding»                           | —                | —                | 17               | —                | —                | Stone Hits: The Very Best of Angie Stone |
| 2007 | «Baby» (совместно с Бетти Райт)              | —                | 22               | 3                | —                | —                | The Art of Love & War                    |
| 2008 | «Sometimes»                                  | —                | 26               | —                | —                | —                | The Art of Love & War                    |
| 2009 | «I Aint Hearin' U»                           | —                | 42               | —                | —                | —                | Unexpected                               |

### Совместные синглы
| Год  | Сингл                                                                                  | Позиции в чартах | Позиции в чартах | Позиции в чартах | Позиции в чартах | Позиции в чартах | Альбом     |
| Год  | Сингл                                                                                  | U.S.             | U.S. R&B         | U.S. dance       | UK               | AUS              | Альбом     |
| ---- | -------------------------------------------------------------------------------------- | ---------------- | ---------------- | ---------------- | ---------------- | ---------------- | ---------- |
| 2000 | «Keep Your Worries» (Guru совместно с Энджи Стоун)                                     | —                | 99               | —                | 57               | —                | Streetsoul |
| 2001 | «U Make My Sun Shine» (совместно с Prince)                                             | 59               | 108              | —                | —                | —                | —          |
| 2003 | «Signed, Sealed, Delivered I'm Yours» (Blue совместно со Стиви Уандером и Энджи Стоун) | —                | —                | —                | 11               | 31               | Guilty     |

### Радио-синглы
| Год  | Сингл                                                   | Позиции в чартах | Позиции в чартах | Альбом                |
| Год  | Сингл                                                   | U.S. R&B         | U.S. dance       | Альбом                |
| ---- | ------------------------------------------------------- | ---------------- | ---------------- | --------------------- |
| 2002 | «More Than a Woman» (совместно с Кельвином Ричардсоном) | 63               | —                | Mahogany Soul         |
| 2003 | «Bottles & Cans»                                        | —                | 18               | Mahogany Soul         |
| 2004 | «Stay for a While» (совместно с Энтони Хамильтоном)     | 70               | —                | Stone Love            |
| 2004 | «U-Haul»                                                | 68               | —                | Stone Love            |
| 2008 | «Pop Pop»                                               | 87               | —                | The Art of Love & War |

## Другие песни
| Год  | Песня                                                                                                   | Альбом                                                       |
| ---- | --- | ------------------------------------------------------------ |
| 2000 | «Keep Your Worries» (Guru совместно с Энджи Стоун)                                                      | Streetsoul                                                   |
| 2001 | «Be Thankful» (совместно с Omar)                                                                        | Best by Far                                                  |
| 2001 | «My Nutmeg Phantasy» (Macy Gray совместно с Энджи Стоун и Mos Def)                                      | The Id                                                       |
| 2002 | «Jam for the Ladies» (Moby совместно с Энджи Стоун и MC Lyte)                                           | 18                                                           |
| 2002 | «Excuse Me» (Рафаел Садик совместно с Энджи Стоун и Кельвином Ричардсоном)                              | Instant Vintage                                              |
| 2002 | «The Messenger»                                                                                         | Sign of Things to Come: Steve's Picks of the Year            |
| 2002 | «Black Magic» (Styles P совместно с Энджи Стоун)                                                        | A Gangster and a Gentleman                                   |
| 2002 | «The Prayer» (Josh Groban совместно с Энджи Стоун)                                                      | Josh Groban in Concert                                       |
| 2003 | «You Will Know»                                                                                         | Conception: An Interpretation of Stevie Wonder’s Songs       |
| 2003 | «Signed, Sealed, Delivered I'm Yours» (Blue совместно с Энджи Стоун и Стиви Уандером)                   | Guilty                                                       |
| 2004 | «Hold Me Down» (Toshi совместно с Энджи Стоун)                                                          | Time to Share                                                |
| 2004 | «Jones vs. Jones» (Kool & the Gang совместно с Angie Stone)                                             | The Hits: Reloaded                                           |
| 2004 | «Jones vs. Jones» (Kool & the Gang совместно с Angie Stone)                                             | Odyssey                                                      |
| 2005 | «Since I Lost My Baby»                                                                                  | So Amazing: An All-Star Tribute to Luther Vandross           |
| 2005 | «All I Want to Do» (совместно с Рэем Чарльзом)                                                          | Genius & Friends                                             |
| 2005 | «Come Together Now» (с разными артистами)                                                               | Hurricane Relief: Come Together Now                          |
| 2006 | «All for Me» (Омар совместно с Энджи Стоун)                                                             | Sing (If You Want It)                                        |
| 2006 | «I Tried» (Al Di Meola совместно с Энджи Стоун и Маси Грэй)                                             | Vocal Rendezvous                                             |
| 2006 | «The Windows of the World» (Dionne Warwick совместно с Энджи Стоун, Чанте Мур, Deborah Cox and Da Brat) | My Friends & Me                                              |
| 2007 | «Who’s to Blame»                                                                                        | We Are Family 2007                                           |
| 2007 | «Be Ever Wonderful»                                                                                     | Interpretations: Celebrating the Music of Earth, Wind & Fire |
| 2007 | «Feel the Same» (Groove Armada совместно с Angie Stone)                                                 | Soundboy Rock                                                |

### Саундтреки
| Год  | Песня                                                | Фильм                       |
| ---- | ---------------------------------------------------- | --------------------------- |
| 1997 | «Everyday»                                           | Money Talks                 |
| 2000 | «Holding Back the Years»                             | Love & Basketball           |
| 2000 | «My Lovin' Will Give You Something»                  | Shaft                       |
| 2000 | «Slippery Shoes»                                     | Bamboozled                  |
| 2000 | «Get to Know You Better»                             | Disappearing Acts           |
| 2001 | «Makin' Me Feel»                                     | Dr. Dolittle 2              |
| 2001 | «20 Dollars»                                         | Ali                         |
| 2002 | «Groove Me»                                          | Austin Powers in Goldmember |
| 2002 | «Bring Your Heart» (совместно с Даймонд Стоун)       | Brown Sugar                 |
| 2003 | «Rain Down» (совместно с Eddie Levert из The O'Jays) | The Fighting Temptations    |
| 2003 | «Time to Come Home» (вместе с Beyoncé и Melba Moore) | The Fighting Temptations    |
| 2004 | «Miracle of Love» (вместе с BeBe Winans)             | The Passion of the Christ   |
| 2006 | «Different Directions»                               | Diary of a Mad Black Woman  |

## Музыкальная видеография
| Год  | Песня                                              | Режиссёр       | Альбом                |
| ---- | -------------------------------------------------- | -------------- | --------------------- |
| 1999 | «No More Rain (In This Cloud)»                     | Эндрю Досанму  | Black Diamond         |
| 2000 | «Life Story»                                       |                | Black Diamond         |
| 2000 | «Everyday»                                         | Little X       | Black Diamond         |
| 2001 | «Brotha»                                           | Крис Робинсон  | Mahogany Soul         |
| 2001 | «Brotha» (Part II) (совместно с Alicia Keys & Eve) |                | Mahogany Soul         |
| 2002 | «Wish I Didn’t Miss You»                           | Кевин Брей     | Mahogany Soul         |
| 2004 | «I Wanna Thank Ya» (совместно со Snoop Dogg)       | Джесси Терреро | Stone Love            |
| 2007 | «Baby» (совместно с Бетти Райт)                    |                | The Art of Love & War |
| 2008 | «Sometimes»                                        |                | The Art of Love & War |
| 2009 | «I Ain't Hearin' U»                                |                | Unexpected            |